# Gesellschaftshaus Grünau
Das Gesellschaftshaus Grünau ist ein historisches Ausflugsrestaurant im Berliner Ortsteil Grünau in der Regattastraße 167. Es wurde 1875 eingeweiht und stand seit 1991 leer. Eine Sanierung des denkmalgeschützten Ensembles erfolgte nach mehreren Eigentümerwechseln und einigen Jahren Tatenlosigkeit zwischen 2016 und 2021 (Stand: Februar 2024). Es entstand zusammen mit Neubauten auf der Fläche eine nicht öffentlich zugängliche Wohn- und Freiflächenanlage.

## Geschichte

### Ende des 19. Jahrhunderts entstehen Ausflugslokale
Zusammen mit der schnell wachsenden Bevölkerung von Berlin nach der Gründung des Deutschen Reichs entwickelten sich die Bedürfnisse für eine abwechslungsreiche Gestaltung der Freizeit. Im Umland der deutschen Hauptstadt entstanden neue Wohnviertel, Einrichtungen für den Wassersport, eine Regattastrecke im Jahr 1880 und „Vergnügungsetablissements“. Im Rahmen dieser Entwicklung gründeten sich an der Dahme (die zur damaligen Zeit auch Wendische Spree genannt wurde) Klubs für Ruderer, Paddler, Segelbootfahrer und ließen die zugehörigen Bootshäuser errichten. Für das leibliche Wohl der Besucher und Sportler eröffneten zum Ende des 19. Jahrhunderts mehrere Ausflugslokale, darunter das Gesellschaftshaus Grünau und die Riviera (Nummern 20/21 und 22 in der Friedrichstraße) sowie weitere wie das Wirtshaus Richtershorn, oder das Restaurant Sportpark in der Straße Am Langen See (die Regattastraße entstand erst im Jahr 1935 durch Zusammenführung dreier Straßen).
Erster Besitzer des Anwesens wurde Wilhelm Ohlrich. Für die bauliche Gestaltung hat es möglicherweise einen Wettbewerb gegeben, denn im Archiv des Architekturmuseums der Technischen Universität Berlin befinden sich Wettbewerbsentwürfe zu einem Gesellschaftshaus Berlin, eingereicht von Paul Gerhardt. Nähere Angaben zur Lage oder zum Auftrag sind nicht enthalten. Das Gesellschaftshaus und die Umbauten der daneben vorhandenen Riviera werden dem Architekten Otto Gerth zugeschrieben (wohl aber erst die in den 1920er Jahren durchgeführten Änderungen).
Bis in die 1920er Jahre blieb die Liegenschaft im Besitz der Familie Ohlrich, denn im Jahr 1922 hieß es im Adressbuch: Eigentümer O(h)lrichsche Erben, Betreiber (Pächter und damit Verwalter) Gastwirt Max Schüler.
Unmittelbar am Ufer gab es Stege für Ruder- und Segelboote, mit denen die Besucher kommen konnten. International bekannte Sänger oder Musiker traten auf der Bühne auf, so beispielsweise die russische Orchestervereinigung Nowoje Slowo (‚Neues Wort‘) im Jahr 1935. Es ist gut vorstellbar, dass die Gaststätte während der Olympischen Sommerspiele in Berlin, als die Wassersportwettkämpfe in Grünau stattfanden, einen Boom erlebte. In diversen Reisehandbüchern (unter anderem dem Baedeker) wurde das Gesellschaftshaus in Grünau den Berlin-Besuchern empfohlen („14 km vom Berliner Stadtzentrum, Restaurant, Garten, Dampferanlegestelle“).

### Ab den 1940er Jahren Eigentümerwechsel
Im Jahr 1943 befand sich das Ausflugsetablissement im Eigentum (= E) des Gastwirts H. Liebing, der im Berliner Stadtzentrum wohnte. Unmittelbar gegenüber auf der anderen Straßenseite (Nummer 168) hatten sich die Deutsche Arbeitsfront, Ortsgruppe Grünau, sowie ein Amt für Volkswohlfahrt und die NSDAP-Ortsgruppe Grünau, in einem ehemaligen Kolonistengehöft eingerichtet. Diese Immobilie war ebenfalls im Besitz von H. Liebing.
Im Internet wird eine 25-(Pfennig-)Münze mit der Prägung Gesellschaftshaus Grünau angeboten. Es scheint sich dabei weder um eine Gedenkmünze noch um ein offizielles Zahlungsmittel zu handeln. Wahrscheinlich hatten die Betreiber eine Art Privatgeld nur für die Benutzung in dem Vergnügungslokal herausgegeben. Ein Jahr ist auf dem Geldstück nicht vermerkt.
Aus einer Veröffentlichung des Jahres 2013 geht hervor, dass in der NS-Zeit die Organisation Kraft durch Freude Träger der Ausflugslokale Gesellschaftshaus und Riviera gewesen sein soll.
Das Bauwerksensemble überdauerte die beiden Weltkriege. Hier fanden jahrelang Familien-, Vereins- und Werkfeiern, Bälle und Musikveranstaltungen statt.

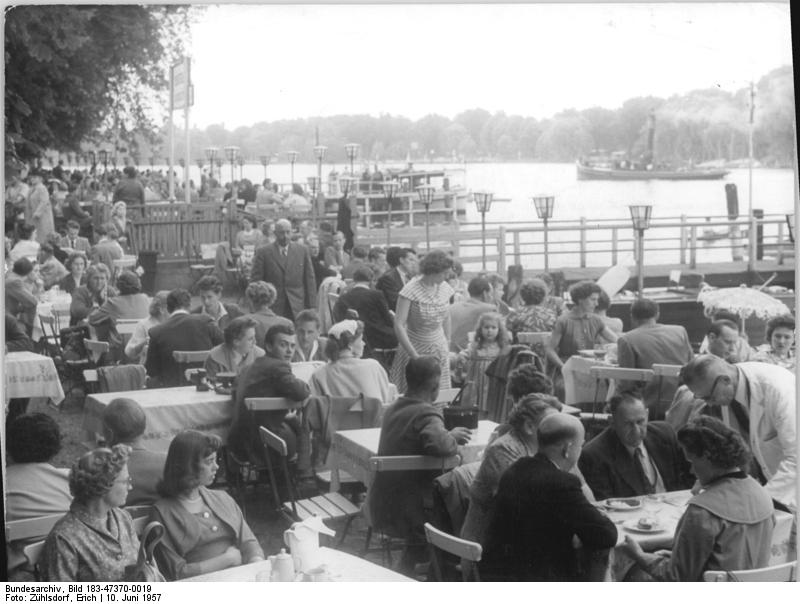
Besucheransturm im Gesellschaftshaus Grünau zu Pfingsten im Jahr 1957; Gartenbereich

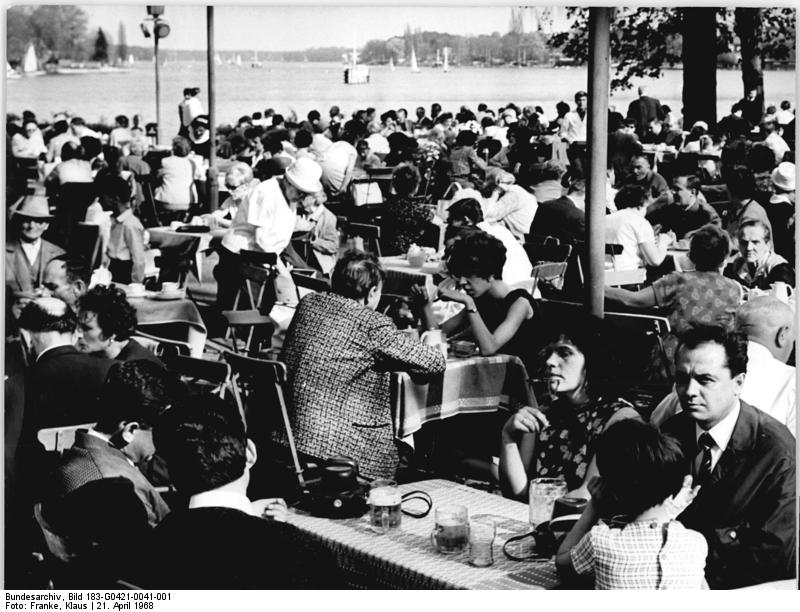
Gut besuchter Freiluftbereich des Gesellschaftshauses an einem Sonntag im Jahr 1968

In der DDR-Zeit blieb der Name der Einrichtung erhalten, ihre Bewirtschaftung erfolgte durch die HO. Es war wieder eine gut besuchte Ausflugsgaststätte, auch weil die Fahrgastschiffe der Weißen Flotte hier anlegten. Die Räumlichkeiten wurden darüber hinaus für gesellschaftliche, sportliche oder kulturelle Anlässe benutzt, unter anderem erfolgte an diesem Ort am 27. März 1953 die Namensgebung der Sportvereinigung Dynamo. Bis zu 500 Personen konnten bewirtet werden. Die Außengestaltung der Gebäude wurde in dieser Zeit durch Verputzen und Abbau der Türmchen stark verändert. Auf der Bühne des Hauses traten Varietés und Einzelkünstler auf, die meist über Grünau hinaus bekannt waren.

### Nach 1990: Schließung und Verfall
Nach der politischen Wende und der Auflösung der HO ging die Immobilie in den Besitz des Bundes und damit an die Treuhandanstalt bzw. deren Nachfolgeeinrichtung, den Liegenschaftsfonds. Die Bewirtschaftung wurde aufgegeben, die Häuser geschlossen. Für den Erhalt des seit 1991 leer stehenden Gebäudes ist seitdem der Bezirk (seit 2001: Treptow-Köpenick) verantwortlich. Eine kurzzeitige Belebung des Grundstücks erfolgte, als im August 2000 ein Biergarten eröffnete, der jedoch bereits im Oktober wieder schließen musste. Im Jahr 2006 fand sich nach einer Ausschreibung eine türkische Unternehmerin aus Ankara, die das Bauensemble aus Gesellschaftshaus und Riviera mit den Grundstücken bis auf einen sechs Meter breiten Uferstreifen kaufte. Der Kaufpreis soll 650.000 Euro betragen haben. Sie beabsichtigt, dort ein Kongresshotel als siebengeschossigen Turmbau zu eröffnen und/oder Wohnvillen für Eigentümer zu errichten. Konkrete Bauanträge liegen dem Bauamt nicht vor, eine zuvor beantragte Abrissgenehmigung wurde wegen des Denkmalschutzes abgelehnt. Mehrfach, zuletzt Ende des Jahres 2013, hat das Bezirksamt die Besitzerin aufgefordert, „Maßnahmen zum Schutz des Gebäudes vor weiterem Verfall“ einzuleiten.

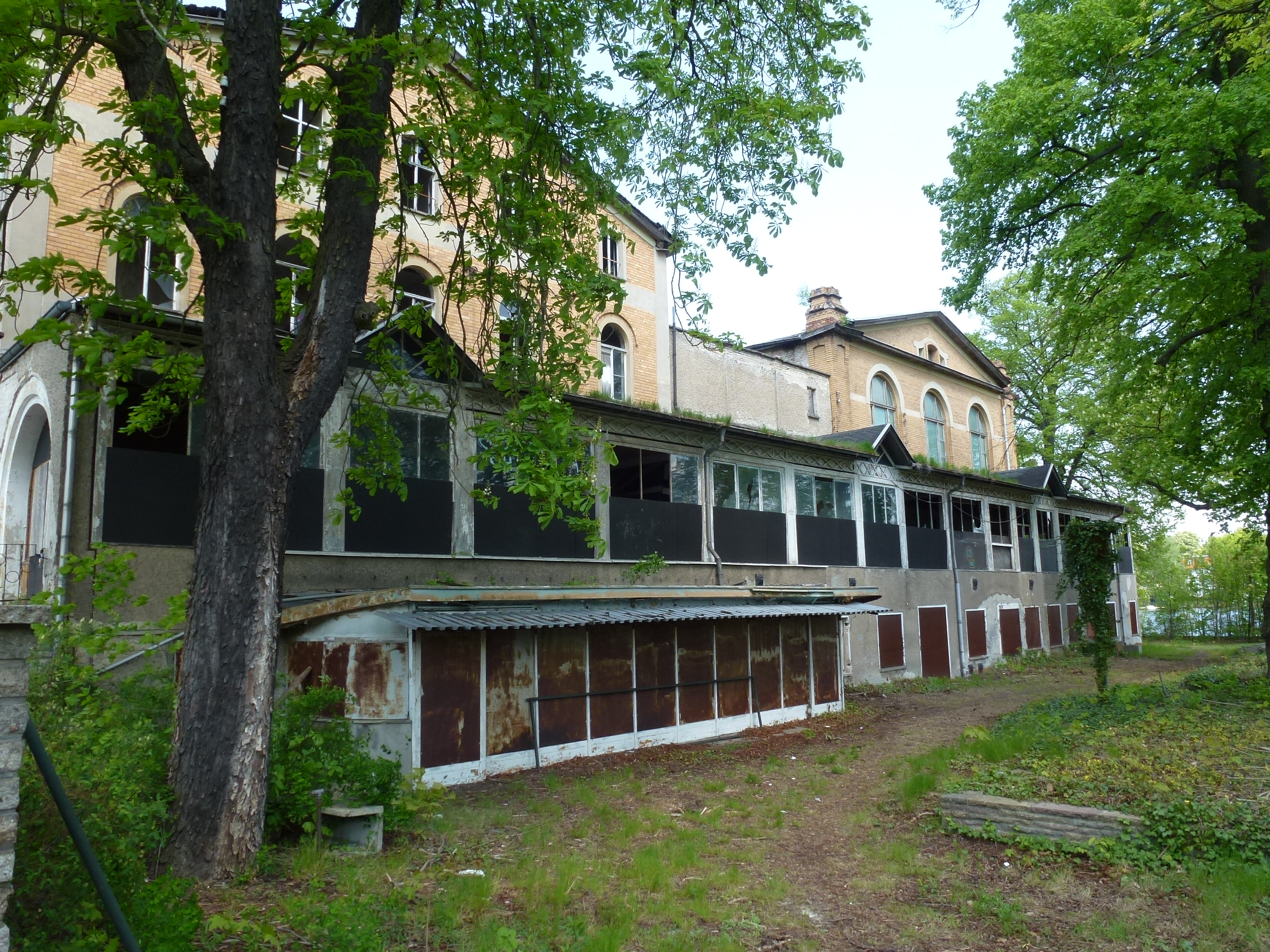
Gesellschaftshaus im April 2014

Weil bis Januar 2014 nichts passiert war, wollte der Bezirk Handwerkeraufträge zur Reparatur der kaputten Dächer beider Häuser und für den sicheren Verschluss der Türen und Fenster ausschreiben (eine Ersatzvornahme veranlassen). Die entstandenen Kosten von rund 40.000 Euro wurden der Besitzerin in Rechnung gestellt. Im Sommer des gleichen Jahres wurde bekannt, dass die Eigentümerin nach Gerichtsurteilen und mehrstündigen Gesprächen mit dem Bezirksamt notdürftige Maßnahmen eingeleitet hat, um weiteren Verfall und Vandalismus aufzuhalten. Die demolierten Fenster und Türen wurden mit Spanplatten verschlossen (vorgesehen war die Anbringung von Lochplatten, um die Luftzirkulation zu ermöglichen, die einer Schimmelbildung vorbeugt). Die vereinbarten Fristen für Dachdeckerarbeiten, für eine Sanierung der Regenrinnen und für die sorgfältige Abnahme vorhandenen Stuckzierrats wurden nicht eingehalten. Die Bezirksverantwortlichen werden, nachdem das Gericht über die Nichteinhaltung der Vereinbarungen informiert ist, nun doch (wie schon zuvor angekündigt) die Sicherungsarbeiten an Baufirmen vergeben und die Rechnungen dann weiterreichen.
Aus zahlreichen im Internet kursierenden Amateurvideos geht hervor, dass sowohl das Parkett als auch die Kronleuchter entfernt wurden. Einen Großteil der Innenwände verzierten die illegalen Besucher mit Graffiti. Baufachleute schätzen, dass die denkmalgerechte Sanierung des Gebäudes etwa 15 Millionen Euro kostet, was „für uns nicht zumutbar ist“, wie der in Potsdam lebende Bruder der Besitzerin mitteilte. Aus den Tatsachen schlussfolgern Bauexperten und Wirtschaftsfachleute, dass die Tatenlosigkeit beabsichtigt ist, um das Zusammenbrechen des Ensembles abzuwarten. Damit hätte sich der Denkmalschutz erledigt.
Im November 2015 fand eine Gerichtsverhandlung aufgrund einer Klage der Eigentümerin gegen den Bezirk statt, bei der es zwar hauptsächlich um die Riviera ging, doch der Richter appellierte nachdrücklich an beide Seiten, zu einem Kompromiss zu finden, der entsprechend einem Vorschlag der Eigentümerin darin bestehen könnte, für den vertraglich zugesagten Erhalt des Riviera-Saals und die Anlage eines öffentlichen Uferweges über beide Grundstücke im Gegenzug das Baurecht für die Immobilie Gesellschaftshaus zu erteilen.

## Neubeginn

### 2016–2019
Nach den vorangegangenen Problemen wurde der Kaufvertrag mit der türkischen Eigentümerin im Jahr 2017 in beiderseitigem Einvernehmen aufgehoben. Ein neuer Investor, die Terragon Projekt GmbH hat dieses Grundstück und das der benachbarten Riviera erworben. Geplant war eine Seniorenwohnanlage mit vier neuen Gebäuden auf dem gesamten Gelände am Dahmeufer mit einem kleinen Restaurant für die Öffentlichkeit. Das Bezirksamt hat im Frühjahr 2017 dem Projekt einen positiven Bauvorbescheid erteilt. Direkt am Ufer des Flusses wird es einen öffentlichen Uferweg geben und eine Verbindung zwischen dem Ufer und der Regattastraße, wozu bereits ein städtebaulicher Vertrag abgeschlossen wurde. Das Gesellschaftshaus soll so restauriert werden, dass sein charakteristisches Äußeres wieder entstehen wird, die wesentlichen Ausstattungselemente werden nach historischen Vorbildern neu gestaltet. Die Arbeiten an beiden historischen Gebäuden waren bis Mai 2017 noch nicht abgeschlossen, wurden ab nach der Corona-Pandemie durchgeführt. Das Haus soll nicht öffentlich zugängig sein, sondern hochwertige Seniorenwohnungen im hochpreisigen Bereich samt einem Notruf bieten. Laut Angaben  werden die Nutzungsgebühren für eine 60 m²-Wohnung je nach Lage zwischen 1650 und rund 2000 Euro pro Monat liegen.
Bis zum Beginn des Jahres 2019 gab es außer der Terragon-Projekt-Gesellschaft keinen neuen Investor, der mit dem Bezirksamt in Kontakt getreten wäre. Deshalb prüften inzwischen das Landesdenkmalamt, die Umweltschutzbehörde und weitere Fachbereiche das Vorhaben. Der Köpenicker Baustadtrat Rainer Hömer begrüßte die Initiative der Terragon-Gesellschaft, insbesondere hob er hervor, dass es „endlich eine Perspektive für die Denkmale und die gesamte Liegenschaft“ gäbe. „Es bleibe […] festzustellen, dass nun eine langjährige Brache endlich wieder einer Nutzung zugeführt“ würde. Der Investor plant Ausgaben von rund 80 Millionen Euro für die Realisierung. Die Genehmigung für den ersten Bauabschnitt wurde im Januar 2019 erteilt, der bis zum Jahr 2021 abgeschlossen sein soll. Der Riviera-Saal soll ein für Besucherverkehr geöffnetes Restaurant beinhalten, das auch für Tagungen genutzt werden kann.

### Bürgerkritik an den Bauplänen
Die Anwohner in Grünau übten in Gestalt des Ortsvereins Grünau und seines Sprechers Nils R. Schultze Kritik an den veröffentlichten Plänen: Die Bauten seien „völlig überdimensioniert“, die Freiflächen würden „fünfgeschossig zubetoniert“. „Der Ortsteil verliert seine Einzigartigkeit, zu der immer Sport und Großgastronomie gehörten“, schließlich bleibt „von den Denkmalen so gut wie nichts erhalten; Grünau werde zur Schlafstadt“.
In der Stellungnahme der Köpenicker Bauverwaltung heißt es dazu: „Das Problem ist, dass die 'Einzigartigkeit zu der immer Sport und Großgastronomie gehörten', nicht wiederherstellbar ist, weil diese heutzutage nicht mehr funktioniert“. Dabei verweist er auch darauf, dass ein von Bürgern zitierter aber namentlich nicht genannter Investor nie Kontakt mit dem Bezirksamt aufgenommen habe. Die Terragon-Gesellschaft habe nun einen Anspruch auf die Genehmigung. Mit dem Projekt hat er angesichts der stetig älter werdenden Bevölkerung dem Bezirk Treptow-Köpenick ein „dringend benötigtes Nutzungsangebot unterbreitet.“

### Ab 2020: Vitalresidenz Riviera
Die Terragon-Eigentümerin hat im Jahr 2019 mit einem massiven Umbau des Gesellschaftshauses begonnen. Das Innere wurde zu Wohnungen umgearbeitet, die verschiedene Anforderungen erfüllen. Zusätzlich zum Gesellschaftshaus wurden vier fünfetagige Neubaublöcke auf dem Grundstück parallel zum Dahmeufer errichtet, deren vierte und fünfte Etage jeweils zurückspringen. Der Name des neuen Ensembles wurde von der Riviera übernommen, mit dem die anderen Häuser einen Wirtschaftsverbund bilden. So entstanden Galerie-Wohnungen mit einem Wohnungslift, Penthouse-Wohnungen mit Dachterrassen und zahlreiche kleinere Wohnungen. Insgesamt sind 208 barrierefreie Wohnungen im Entstehen. Ab Herbst 2021 sollten alle Baumaßnahmen abgeschlossen sein und die Schlüsselübergabe an die Nutzer erfolgen.

## Architektur
Das Gesellschaftshaus besteht aus zwei parallel zueinander angeordneten Ziegelbauten mit rechteckigem Grundriss, die Elemente des Jugendstils und des Klassizismus zeigen. Sie waren mit Klinkern und simuliertem Fachwerk verblendet. Der Gebäudeteil an der Straße ist dreistöckig und beherbergte im Hochparterrebereich eine Gaststätte. Deren Decke und Wände hatte der Architekt in einem Mischstil aus Neobarock und Jugendstil gestaltet, ebenfalls ein weiteres Zimmer, das Bilderzimmer. Hier befanden sich zwei Gemälde von Max Gärtner: Hochzeitspaar und Musikanten in mittelalterlicher Stadt. Das Wohn- und Gaststättengebäude ist siebenachsig angelegt und mit einem Satteldach abgeschlossen. Dahinter zum Ufer hin befindet sich das Saalgebäude, dessen Herz ein neun Meter hoher Ballsaal ist. Er war mit Kronleuchtern, Rundbogenfenstern, Logen und ebenfalls reichen Stuckarbeiten geschmückt. Im Untergeschoss des Hauses befanden sich die Wirtschaftsräume.
Beide Gebäude ließ der Eigentümer um das Jahr 1900 durch angebaute Veranden zusammenfassen, deren Ecken mit Ziertürmchen betont wurden. Darüber hinaus wurden ein Gartenbereich mit Kastanien gestaltet und drei Kegelbahnen errichtet.

## Brandschaden 2019 und die Folgen
In der Nacht zum 16. Juli 2019 kam es zu einem Feuer, bei dem das Gesellschaftshaus fast vollständig ausbrannte. Zunächst war die Feuerwehr zu vier kleinen Bränden nach Grünau in die Nähe der Regattastraße gerufen worden (Müllcontainer, Papiertonne, Altkleiderbehälter), doch dann wurden um 2:46 Uhr Flammen entdeckt, die aus dem Dach des Gesellschaftshauses schlugen. Wegen der Einsturzgefahr der Ruine konnten die Feuerwehrleute ihre Löschangriffe nur von außen tätigen. Trotz des Einsatzes von 70 Löschkräften war der Brand erst am späten Vormittag unter Kontrolle, nur noch die Fassade blieb erhalten; alle Holzteile vom Keller bis zum Dach sind ausgebrannt. Die Brandermittler schließen Brandstiftung nicht aus und haben noch am Brandherd zwei verdächtige 20-Jährige festgenommen. Am Nachmittag kamen sie vorerst wieder frei, es wird aber weiter gegen sie ermittelt. Der Investor Terragon hat vor, aus Gesellschaftshaus, Riviera und einem Neubau auf dem Gelände eine Seniorenwohnanlage zu entwickeln, die 2021 bezugsfertig sein sollte. Ein Sprecher des Unternehmens bedauerte den Brand, bekräftigte jedoch, an seinen Plänen festhalten zu wollen. Ob die Fassade nun weiterhin Denkmalschutz genießt und in ihrer äußeren Gestalt erhalten bleiben soll, müssen Gutachten noch klären. Saalanbau und Veranda des Gesellschaftshauses waren vom Feuer nicht betroffen.
Im Januar und Februar 2020 hat der Projektentwickler Terragon AG den erhaltenen Rest des Gesellschaftshauses samt Veranda, Decke und Stuck abreißen lassen. Nach dem komplett modernisierten Innenausbau im Zuge der Errichtung der Seniorenresidenz sollen die denkmalrelevanten Gebäudeteile rekonstruiert werden.